# دان ال. اندرسون
دان ال. اندرسون (انگلیسی: Don L. Anderson؛ ۵ مارس ۱۹۳۳ – ۲ دسامبر ۲۰۱۴) یک دانشمند در زمینه لرزه‌شناسی، ژئوفیزیک، زمین‌شناسی، زمین‌شیمی اهل ایالات متحده آمریکا بود.
وی همچنین برنده جوایزی همچون کمک هزینه گوگنهایم،جایزه کرافورد و نشان ملی علوم شده است.